# Valchedram
Valchedram (en búlgaro: Вълчедръм) es una ciudad de Bulgaria en la provincia de Montana.

## Geografía
Se encuentra a una altitud de 78 m s. n. m. a 151 km de la capital nacional, Sofía.

## Demografía
Según estimación 2012 contaba con una población de 3 300 habitantes.
|         | 2004  | 2005  | 2006  | 2007  | 2008  | 2009  | 2010  | 2011  |
| Mujeres | 2 211 | 2 185 | 2 159 | 2 108 | 2 063 | 2 004 | 1 944 | 1 852 |
| Varones | 2 079 | 2 002 | 1 969 | 1 899 | 1 839 | 1 813 | 1 752 | 1 742 |
| Total   | 4 290 | 4 187 | 4 128 | 4 007 | 3 902 | 3 817 | 3 696 | 3 594 |